# Albán (Nariño)
Albán è un comune della Colombia facente parte del dipartimento di Nariño.
Il centro abitato venne fondato da García Díaz Arias e Tomás López nel 1558, mentre l'istituzione del comune è del 20 aprile 1903.